# (474096) 2016 LR6
(474096) 2016 LR6 es un asteroide perteneciente al cinturón de asteroides, descubierto el 22 de mayo de 2003 por el equipo del Spacewatch desde el Observatorio Nacional de Kitt Peak, Arizona, Estados Unidos.

## Designación y nombre
Designado provisionalmente como 2016 LR6.

## Características orbitales
2016 LR6 está situado a una distancia media del Sol de 2,652 ua, pudiendo alejarse hasta 3,442 ua y acercarse hasta 1,863 ua. Su excentricidad es 0,297 y la inclinación orbital 12,25 grados. Emplea 1578 días en completar una órbita alrededor del Sol.

## Características físicas
La magnitud absoluta de 2016 LR6 es 17,479.